# Юркевич Дар'я Олександрівна
Дарія Олександрівна Юркевич (біл. Да́р’я Алякса́ндраўна Юрке́віч; нар. 6 березня 1988, Мінськ) — білоруська біатлоністка.

## Спортивна кар'єра

### Виступи на Чемпіонатах світу
| Рік  | Місце проведення | Інд | Спр | Пр | МС | Ест | ЗМ |
| 2016 | Голменколлен     | 61  | -   | -  | -  | 18  | -  |